# Michael Weller
Michael Weller, né le 26 septembre 1942 à New York, est un dramaturge et scénariste américain. 

## Biographie
Il est notamment connu  pour ses pièces de théâtre Moonchildren (en) et Loose Ends. Weller est l'un des fondateurs du projet Mentor Project du Cherry Lane Theatre, qui institue un tutorat d'un an pour des dramaturges débutants. En 2005, la Broken Watch Theatre Company de New York a nommé sa salle Michael Weller Theatre "en l'honneur de ses réalisations remarquables." Michael Weller a fréquenté l'Université Brandeis dans le Massachusetts, où il a étudié la composition musicale, avant de commencer à écrire des pièces. Weller est actuellement professeur à la New School for Drama de New York.

## Œuvres

### Pièces de théâtre
- Moonchildren (1971)
- More Than You Deserve (comédie musicale avec Jim Steinman - 1973)
- Fishing (1974)
- Split (1979)
- Loose Ends (1979)
- Dwarfman, Master of a Million Shapes (1982)
- The Ballad of Soapy Smith (1984) (sur l'escroc Soapy Smith)
- Ghost on Fire (1986)
- Spoils of War (1988)
- Lake No Bottom (1989)
- Buying Time (1991)
- Help (1992/2006)
- Dogbrain (pièce pour enfants - 1993)
- What the Night is For (2002)
- Approaching Moomtaj (2005)
- Zhivago (comédie musicale avec Lucy Simon - 2006/2011/2015)
- 50 Words (2007/2007)
- Side Effects, Zero (2011)
- Beast (2008)
- The Full Catastrophe (2013)
- Jericho (d'après Liliom de Ferenc Molnár) (2014)

### Scénarios
- Deuxième Chance (1999) (Television)
- Spoils of War (1994) – play/teleplay
- Lost Angels (1999)
- Ragtime (1981)
- Hair (1979)